# Agwu Nsi
Pour les articles homonymes, voir Agwu.
 (juin 2019).
Si vous disposez d'ouvrages ou d'articles de référence ou si vous connaissez des sites web de qualité traitant du thème abordé ici, merci de compléter l'article en donnant les références utiles à sa vérifiabilité et en les liant à la section « Notes et références ».
Agwu Nsi (connu sous le nom d’Agwo Nsi en Amérique) est l’alusi (en) de la divination.

## Source
- (en) Cet article est partiellement ou en totalité issu de l’article de Wikipédia en anglais intitulé « Agwu Nsi » (voir la liste des auteurs).